# Ordre du Libérateur
L'ordre du Libérateur est la plus haute distinction du Venezuela, elle est attribuée aux plus hauts dignitaires pour services rendus à l'État. Le président de l'État vénézuélien en est le chef de l'ordre.

## Création
Le 14 septembre 1880 par Antonio Guzmán Blanco qui reprit la médaille de la décoration avec buste du Libérateur de 11 mars 1854 qui avait été créée par la président José Gregorio Monagas. Cette même distinction faisait référence à la médaille de l'ordre de la Liberté qui avait été instaurée en 1813 par Simón Bolívar.

## Insigne
Médaille :
Elle reprend en son centre l'effigie de Simón Bolívar sur un fond doré.
Un liseré bleu foncé entoure le buste avec en lettres d'or Simón Bolívar et deux rameaux de lauriers croisés.
Le tout se trouvant au centre d'un disque solaire doré ayant une trentaine de rayons de deux longueurs différents.
Ruban : il reprend les couleurs nationales le rouge bleu jaune mises à la verticale.

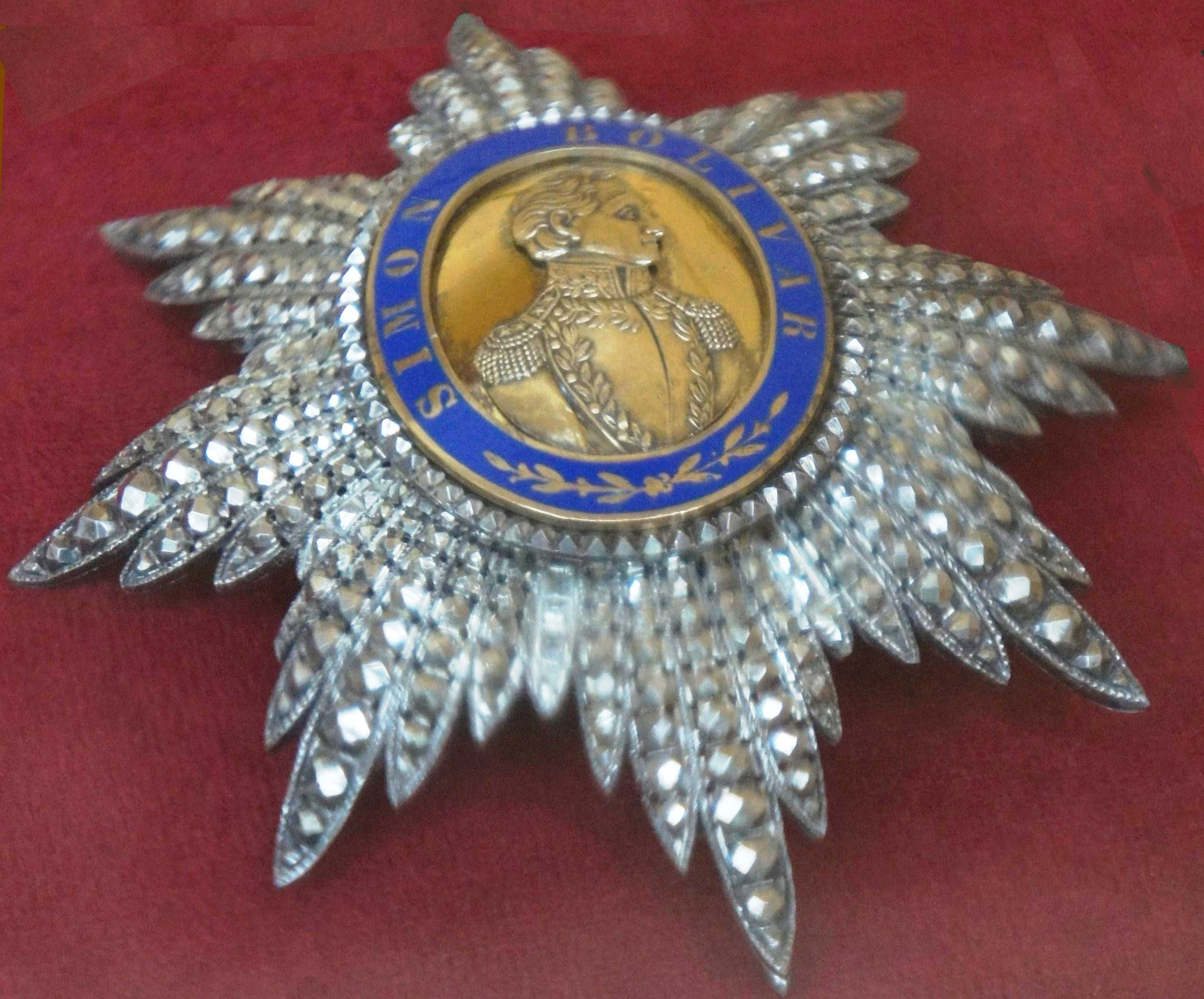
L'étoile de poitrine de Léon Bourgeois.

## Grades
Le collier de l'ordre est attribué au président de la république.
- Grand collier ;
- Première classe (grand cordon) ;
- Deuxième classe (grand officier) ;
- Troisième classe (commandant) ;
- Quatrième classe (officier) ;
- Cinquième classe (chevalier).

## Décorés
Liste incomplète.
- Émile-Arthur Thouar, commandeur ;
- Anicet Gaspard Couppez, commandeur ;
- Edouard Adolphe de Wael, chevalier ;
- Michelle Bachelet ;
- Comte Ferdinand Cardez, commandeur ;
- Léon Bourgeois ;
- Émile Driant ;
- Rafael Caldera ;
- Muhammad Yunus ;
- Maryse Bastié ;
- Timothée Piéchaud, chevalier ;
- Vladimir Poutine;
- Janet Jagan;
- Claude Chonion (négociant en vin à Meursault ; décédé en 1923 (officier)
- Henri Berlier de Vauplane, chevalier (avocat, professeur de droit et critique musical).